# Synagoge (Geldern)

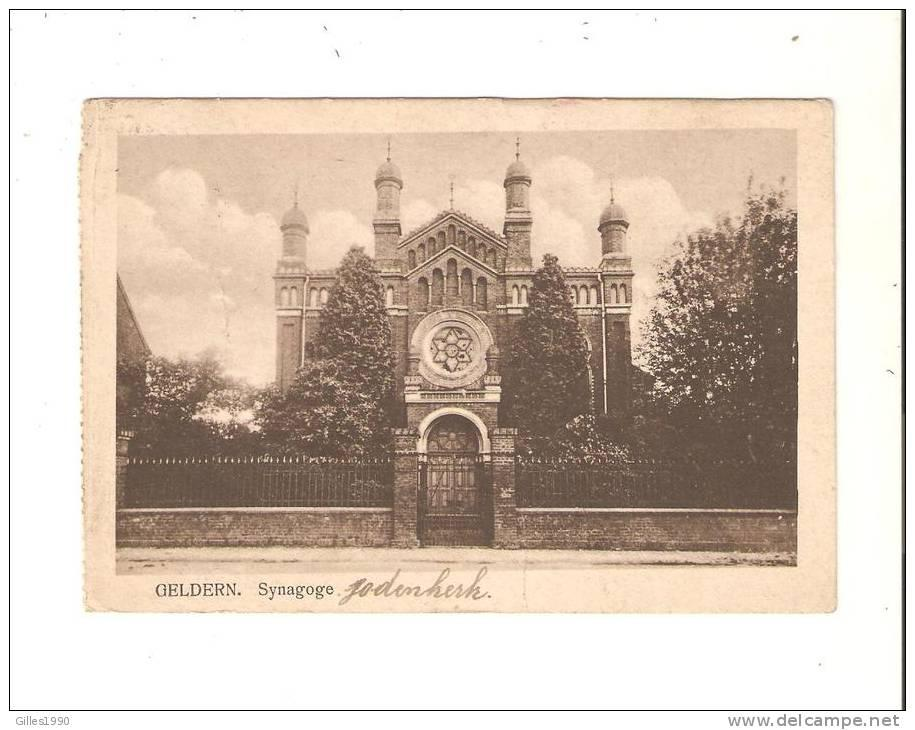
Ansichtskarte mit der Synagoge in Geldern

Die Synagoge in Geldern, einer Stadt im Kreis Kleve im Nordwesten des Bundeslandes Nordrhein-Westfalen, wurde 1874/75 errichtet. Die Synagoge befand sich am Nordwall. In einem Anbau wurde die seit 1850 bestehende jüdische Schule untergebracht.
Während des Novemberpogroms 1938 verschafften sich SA-Männer Zugang zur Synagoge und legten Feuer. Das Gebäude brannte bis auf die Umfassungsmauern aus. Die Ruine wurde nach 1945 abgetragen.
Am 15. November 2011 wurde auf dem Nordwall 39 ein Stolperstein des Künstlers Gunter Demnig für die Synagoge verlegt. 